# Kanton Grenade-sur-l'Adour
Kanton Grenade-sur-l'Adour (francouzsky Canton de Grenade-sur-l'Adour) je francouzský kanton v departementu Landes v regionu Akvitánie. Tvoří ho 11 obcí.

## Obce kantonu
- Artassenx
- Bascons
- Bordères-et-Lamensans
- Castandet
- Cazères-sur-l'Adour
- Grenade-sur-l'Adour
- Larrivière-Saint-Savin
- Lussagnet
- Maurrin
- Saint-Maurice-sur-Adour
- Le Vignau